# Relay
Relay är en amerikansk actionthrillerfilm som hade premiär på Toronto International Film Festival den 8 september 2024. Filmen är regisserad av David Mackenzie efter ett manus skrivet av Justin Piasecki.

## Handling
Enslingen Ash är en fixare i världsklass som specialiserar sig på att förmedla lukrativa uppgörelser mellan korrupta företag och visselblåsare, vilka är beredda att avslöja företagens skumraskaffärer. Om företagen vägrar att betala för klienternas tystnad finns det bara en utväg – att helt försvinna från deras radar.

## Rollista (i urval)
- Riz Ahmed - Tom / Ash
- Lily James - Sarah Grant
- Sam Worthington - Dawson
- Willa Fitzgerald - Rosetti
- Matthew Maher - Hoffman
- Victor Garber - McVie
- Eisa Davis - Wash
- Jared Abrahamson - Ryan